# سان کولومبانو بلمونته
سان کولومبانو بلمونته (به ایتالیایی: San Colombano Belmonte) یک کومونه در ایتالیا است که در استان تورین واقع شده‌است. سان کولومبانو بلمونته ۳٫۴ کیلومتر مربع مساحت و ۳۷۵ نفر جمعیت دارد و ۵۵۰ متر بالاتر از سطح دریا واقع شده‌است.